# Ruhla
Ruhla è una città di 5 352 abitanti della Turingia, in Germania.
Appartiene al circondario della Wartburg.
Ruhla svolge il ruolo di comune amministratore (Erfüllende Gemeinde) nei confronti del comune di Seebach.

## Amministrazione

### Gemellaggi
Ruhla è gemellata con:
- Schalksmühle, dal 1990
- Escaudain, dal 1995